# کائنا کونزه
کائنا کونزه (انگلیسی: Kahena Kunze؛ زادهٔ ۱۲ مارس ۱۹۹۱) قایقران قایق بادبانی اهل برزیل است.